# Changement de vitesse
Pour l'élément mécanique, voir Boîte de vitesses.
Un changement de vitesse (en anglais, change-up, fréquemment appelé jusqu'à la seconde moitié du XXe siècle slow ball, « balle lente ») est un type de lancer utilisé par les lanceurs au baseball. Passage obligé au cours de l’apprentissage de ce sport, cette technique est enseignée avant le lancer plus complexe de la balle courbe.

## Description
Le changement de vitesse se décrit comme une balle rapide ayant nettement moins de vélocité. Le tir est rendu possible par la prise de la balle. Celle-ci est presque entièrement calée au fond de la paume du lanceur, et trois doigts (plutôt que deux, dans plusieurs types de lancers) reposent sur la balle au moment de décocher le tir. La vitesse en est ainsi affectée. Le positionnement de pied change aussi, le lanceur doit traîner le pied pivot au lieu de le lever vers l’avant.
Plusieurs lanceurs ayant possédé d'excellentes balles rapides au début ou au sommet de leur carrière tendent à utiliser davantage le changement de vitesse avec les années, pour mieux déjouer les frappeurs adverses et compenser le fait que leur balle rapide ait moins de force qu'auparavant. Le but principal étant de perturber le rythme du frappeur.
Un changement de vitesse déjoue souvent le frappeur qui s'attend à recevoir une balle rapide lorsque la balle quitte la main du lanceur. Le frappeur s'élancera alors trop rapidement et ratera la balle, qui arrive à sa hauteur puis dans le gant du receveur moins vite que prévu.
Lorsqu'un frappeur fait contact avec le changement de vitesse, il en résulte souvent une fausse balle, ou encore une balle frappée en jeu mais cognée avec significativement moins d'aplomb, amenant souvent à un retrait.